# كريستيان دو دوف
كريستيان دو دوف (بالفرنسية: Christian de Duve)‏ ولد من أبوين بلجيكيين لاجئين في بريطانيا في 2 أكتوبر 1917. هو عالم بلجيكي تخصص في علم الأحياء الخلوي والكيمياء الحيوية. اكتشف اليحاليل أو الجسيمات الحالة في عام 1955 وفاز بجائزة نوبل في الطب في عام 1974 مناصفةً مع ألبير كلود وجورج بالاد لاكتشافه بالصدفة عضيتان خلويتان وجسيم تأكسدي وجسيم حال.
توفي في 4 مايو 2013.

## حياته
ولد دو دوف في ثيمس ديتون بمقاطعة سري البريطانية لأبوين بلجيكيين من لاجئي الحرب العالمية الأولى، وعاد مع أسرته إلى بلجيكا سنة 1920، ليتلقى تعليمه في مدارس اليسوعيين في أنتويرب، ثم يلتحق بالجامعة الكاثوليكية في لوفان، حيث عين أستاذًا سنة 1947. وقد تخصص في مجال الكيمياء الحيوية تحت الخلوية وعلم الأحياء الخلوي واكتشف بعض العضيات الخلوية ومن بينها الجسيمات الحالة كما أنه هو من اقترح مصطلح exocytosis أي الإخراج الخلوي.

## روابط خارجية
- كريستيان دو دوف على موقع الموسوعة البريطانية (الإنجليزية)
- كريستيان دو دوف على موقع مونزينجر (الألمانية)
- كريستيان دو دوف على موقع إن إن دي بي (الإنجليزية)